# Wolfgang Schwanitz
Wolfgang Schwanitz (Berlín, 26 de junio de 1930 - Berlín, 1 de febrero de 2022) fue un político y militar alemán, último jefe de la Stasi, órgano de inteligencia de la República Democrática Alemana, que pasó a llamarse oficialmente "Oficina de Seguridad Nacional" el 17 de noviembre de 1989. A diferencia de su predecesor, Erich Mielke, no ostentaba el título de "Ministro de Seguridad del Estado", sino el de "Líder de la Oficina de Seguridad Nacional". Desde la reunificación alemana, estuvo activo como autor de obras que buscaban retratar a la Stasi de una manera positiva.

## Biografía
Nació el 26 de junio de 1930 en Berlín. Se convirtió en miembro de la Juventud Libre Alemana cuando se fundó la República Democrática Alemana. En 1950, se convirtió en miembro de la Sociedad para la Amistad Germano-Soviética (en alemán: Gesellschaft für Deutsch-Sowjetische Freundschaft), y en 1953, del Partido Socialista Unificado de Alemania (SED), el gobernante partido comunista de Alemania Oriental. Trabajó para la Stasi desde 1951 y estudió en el colegio de la Stasi, donde obtuvo un doctorado con una disertación sobre "combatir las tendencias hostiles entre los jóvenes" (alemán: Bekämpfung feindlicher Erscheinungen unter Jugendlichen; el doctorado no está reconocido en la Alemania actual). Entre 1974 y 1986 fue jefe de la Stasi en Berlín Este. En 1986 fue nombrado teniente general de la Stasi y adjunto del Ministro de Seguridad del Estado Erich Mielke.
Durante el colapso del régimen comunista en el otoño de 1989, tanto el Jefe de Estado de Alemania Oriental Erich Honecker como el jefe de la Stasi Erich Mielke renunciaron a sus cargos. Schwanitz fue designado sucesor de Mielke como líder de la Oficina de Seguridad Nacional y miembro del Consejo de Ministros. La Stasi se disolvió el 31 de marzo de 1990. Desde la reunificación alemana, Schwanitz fue un miembro destacado de la organización revisionista histórica Gesellschaft zur Rechtlichen und Humanitären Unterstützung formada por veteranos de la Stasi que defienden el régimen comunista y la Stasi.